# المعجم الشامل لألفاظ اللغة الصينية

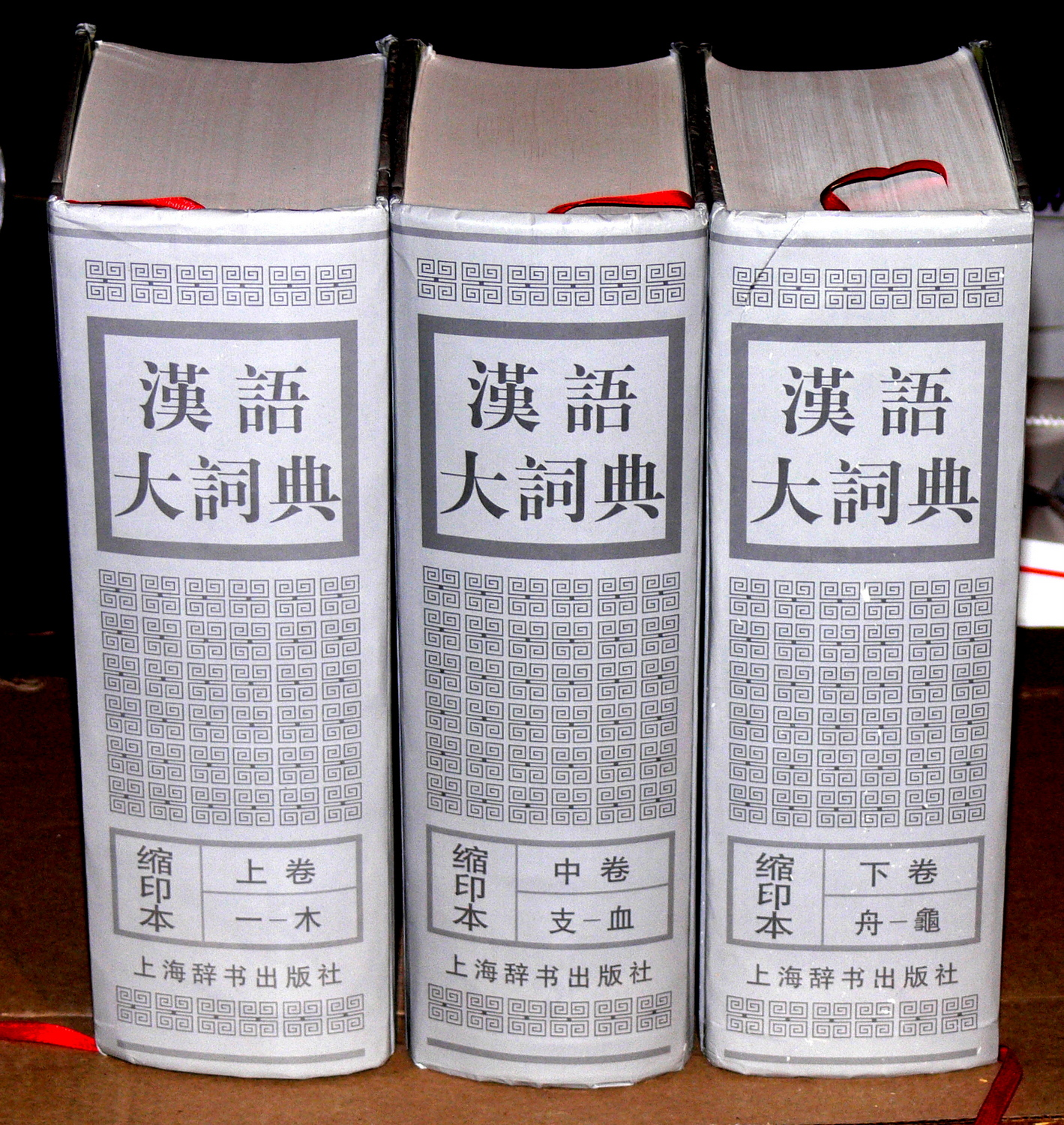
المجلدات ثلاثة من المعجم الشامل لألفاظ اللغة الصينية.

المعجم الشامل لألفاظ اللغة الصينية يُعدّ أشمل معجم متاح للغة الصينية، ويُقارن من الناحية المعجمية بمعجم أكسفورد الإنجليزي، إذ يقدّم تغطية تاريخية شاملة للّغة الصينية، ويستعرض تطوّر استعمالاتها على مدى ثلاثة آلاف عام، بدءًا من النصوص الاتباعية القديمة وصولًا إلى التعابير العامية المعاصرة. تولّى قيادة صياغة المعجم, الرئيس التحريري لوه تسوفينغ (1911–1996)، وقاد فريقًا يضمّ أكثر من 300 باحث ومعجميّ شرعوا في هذا المشروع الضخم عام 1979. بدأ نشر المعجم الشامل لألفاظ اللغة الصينية عام 1986 بصدور المجلد الأول، وتتابع إصدار مجلداته حتى اكتملت في ثلاثة عشر مجلدًا، خُصِّص آخرها للفهارس والملحقات، وصدر في عام 1994. في العام نفسه، حاز المعجم على الجائزة الوطنية للكتاب في الصين، اعترافًا بمكانته العلمية وقيمته المعجمية الرفيعة.
يضم المعجم الشامل لألفاظ اللغة الصينية أكثر من 23,000 مدخلا رئيسيا لرموز صينية، ويعرّف نحو 370,000 لفظا، ويستشهد بما يزيد على مليون وخمسمئة ألف مثال من النصوص. تُنظَّم الرموز وفق نظام جذور مستحدث يضم 200 جذرا، وتُعرض بصيغتها التقليدية، مع الإشارة إلى نظيرتها من الرموز الصينية المبسطة. تُكتب التعاريف والشروح بالرموز الصينية المبسطة، فيما تُورَد الاقتباسات الكلاسيكية بصيغتها الأصلية دون تغيير.
يضم المجلد الثالث عشر من المعجم الشامل لألفاظ اللغة الصينية فهارس مرتبة وفق نظام بينيين وكتابة المجموع، بالإضافة إلى عدد من الملاحق. كما صدر في عام 1997 مجلد فهارس مستقل يضم نحو 728,000 مدخل مرتب بحسب موقع الرمز داخل الكلمة أو العبارة، على غرار المعاجم العكسية. فعلى سبيل المثال، يُدرج المعجم عبارة "داو ده جينغ" (道德經) تحت الرمز الرئيسي "داو" (道)، في حين يُدرجها فهرس المعجم العكسي أيضًا تحت "ده" (德) و"جينغ" (經). قد أشار ويلكنسون إلى سهولة استخدام هذا المعجم على الرغم من ضخامته، قائلًا: "مع أنه يزن أكثر من 20 كيلوغرامًا، ويحتوي على خمسين مليون رمز موزعة على عشرين ألف صفحة كبيرة ذات عمودين، فإن المعجم الشامل لألفاظ اللغة الصينية يُعدّ من أسهل المعاجم استعمالًا بفضل نظام الفهرسة الدقيق والاستثنائي الذي يتميّز به."
تم الرجوع إلى المعجم الشامل لألفاظ اللغة الصينية خلال إعداد السلسلة الأولى من الصيغ المعيارية للكلمات ذات الصيغ غير المعيارية.

## إصدارات الأقراص الضوئية
تحتوي النسخة المختصرة على قرص مضغوط (الإصدار 2.0) على 18,013 رمزًا رئيسًا، و336,385 كلمة وعبارة (دون نظام بينيين للكتابة)، بالإضافة إلى 861,956 استشهادًا نصيًا. تشمل هذه النسخة ملفات صوتية للنطق بصوت ذكر وأنثى للرموز ذات المقطع الواحد، وتتيح أكثر من عشرين طريقة بحث مختلفة. تتطلب هذه النسخة نظام تشغيل مايكروسوفت ويندوز مع إعدادات لغة صينية، نظرًا بنظام الترميز المعتمد.
صدر إصدار القرص المضغوط 3.0 في عام 2007. يتضمّن هذا الإصدار برنامج الحماية من النسخ سيكو روم ضمن عملية التثبيت، وربما جاء ذلك ردًّا على انتشار نسخة طبق الأصل غير قانونية للإصدار السابق عبر موقع "فيري سي دي". بسبب أخطاء في التصميم، لم يكن إصدار 3.0 الصادر عام 2007 متوافقًا مع نظام تشغيل ويندوز 7. فبدلًا من إصدار تحديث برمجي مجاني لإصلاح المشكلة، شرعت دار النشر في عام 2010 بطرح نسخة متوافقة مع ويندوز 7 بنفس المواصفات وبسعر كامل.

## المعجم على الشبكة العنبوتية
نسخة الشبكة العنبوتية من المعجم تُدار عبر شركة "إيون" (上海数字世纪网络有限公司).
- النسخة الشبكية 1.0 (《漢語大詞典》1.0 網絡版): تحتوي على 15 مليون رمز.
- النسخة الشبكية 2.0 (《漢語大詞典》2.0 網絡版): تحتوي على 50 مليون رمز.
- النسخة الشبكية 2.1 (《漢語大詞典》2.1 網絡版): عدد الرموز غير محدد.